# Kirjat Arba
Kirjat Arba (hebrejsky קִרְיַת־אַרְבַּע‎, doslova „Město čtyř“, podle biblického názvu Hebronu zmiňovaného v knize Jozue 15,54, arabsky قرية أربع‎, v oficiálním přepisu do angličtiny Qiryat Arba, přepisováno též Kiryat Arba) je izraelská osada a místní rada (malé město) na Západním břehu Jordánu v distriktu Judea a Samaří.

## Geografie
Leží v jižní Judeji východně od města Hebron, poblíž židovské části města (Hebron H2) cca 30 kilometrů jihozápadně od historického jádra Jeruzaléma, cca 21 kilometrů jihozápadně od města Betlém a cca 68 kilometrů od Tel Avivu) v nadmořské výšce 945 metrů.

## Dějiny
Obec byla založena v roce 1972. V roce 1968 skupina budoucích členů hnutí Guš emunim, vedená rabíny Moše Levingerem a Eli'ezerem Waldmanem, založila osadu Kirjat Arba východně od Hebronu. Záměrem bylo obnovit židovskou přítomnost kolem města, která zanikla po Hebronském masakru v roce 1929. Výstavba začala v roce 1970 na opuštěné vojenské základně. Osadníci se sem přesunuli v roce 1971. Město je soběstačná komunita, ve městě je dostupné vzdělání od předškolního po vysokoškolské, nemocnice, nákupní centra, banka a pošta. Kirjat Arba získala status místní rady v roce 1979. Zatímco Kirjat Arba byla nově založena na východním okraji Hebronu, přímo v historické zástavbě Hebronu existuje další skupina židovského osídlení.

## Demografie
Podle údajů z roku 2009 tvořili naprostou většinu obyvatel Židé – cca 6 900 osob (včetně statistické kategorie „ostatní“, která zahrnuje nearabské obyvatele židovského původu ale bez formální příslušnosti k židovskému náboženství, cca 7 100 osob).
Jde o středně velkou obec městského typu s dlouhodobě stagnující populací. Počátkem 80. let šlo o největší izraelskou osadu na Západním břehu Jordánu (roku 1983 byla předstižena osadou Ma'ale Adumim a pak i několika dalšími). K 31. prosinci 2014 zde žilo 7000 lidí.
| Rok            | 1980  | 1981  | 1982  | 1983  | 1984  | 1985  | 1986  | 1987  | 1988  | 1989  | 1990  |
| -------------- | ----- | ----- | ----- | ----- | ----- | ----- | ----- | ----- | ----- | ----- | ----- |
| Počet obyvatel | 3 000 | 3 100 | 3 340 | 3 080 | 3 540 | 3 670 | 3 600 | 3 700 | 3 750 | 3 870 | 4 290 |

| Rok            | 1991  | 1992  | 1993  | 1994  | 1995  | 1996  | 1997  | 1998  | 1999  | 2000  |
| -------------- | ----- | ----- | ----- | ----- | ----- | ----- | ----- | ----- | ----- | ----- |
| Počet obyvatel | 4 670 | 4 910 | 5 070 | 5 120 | 5 220 | 5 300 | 6 030 | 6 190 | 6 200 | 6 200 |

| Rok            | 1980  | 1983  | 1990  | 1993  | 1994  | 1995  | 1996  | 1997  | 1998  | 1999  | 2000  |
| -------------- | ----- | ----- | ----- | ----- | ----- | ----- | ----- | ----- | ----- | ----- | ----- |
| Počet obyvatel | 3 000 | 2 867 | 4 300 | 5 100 | 5 100 | 5 200 | 5 300 | 6 000 | 6 200 | 6 200 | 6 400 |

* údaje (kromě roku 1983) zaokrouhleny na stovky
| Rok            | 2001  | 2002  | 2003  | 2004  | 2005  | 2006  | 2007  | 2008  | 2009  | 2010  | 2011  | 2012  | 2013  | 2014  |
| -------------- | ----- | ----- | ----- | ----- | ----- | ----- | ----- | ----- | ----- | ----- | ----- | ----- | ----- | ----- |
| Počet obyvatel | 6 400 | 6 600 | 6 600 | 6 700 | 6 800 | 7 000 | 7 000 | 7 226 | 7 096 | 7 200 | 7 400 | 7 600 | 7 200 | 7 000 |

* údaje (kromě let 2008 a 2009) zaokrouhleny na stovky